# Nesticus balacescui
Nesticus balacescui là một loài nhện trong họ Nesticidae.
Loài này thuộc chi Nesticus. Nesticus balacescui được miêu tả năm 1979 bởi Dumitrescu.